# Охматків
Охма́тків —  село в Україні, у Демидівській селищній громаді Дубенського району Рівненської області. Населення становить 103 особи.

## Історія

### Археологічні знахідки
7 (20) листопада 1917 року, відповідно до Третього Універсалу Української Центральної Ради, увійшло до складу Української Народної Республіки.

### Незалежна Україна
12 червня 2020 року, відповідно до розпорядження Кабінету Міністрів України № 722-р від «Про визначення адміністративних центрів та затвердження територій територіальних громад Рівненської області», увійшло до складу Демидівської селищної громади Демидівського району.
19 липня 2020 року, в результаті адміністративно-територіальної реформи та ліквідації Демидівського району, село увійшло до складу Дубенського району.

## Населення
За переписом населення України 2001 року в селі мешкало 119 осіб.

### Мова
Розподіл населення за рідною мовою за даними перепису 2001 року:
| Мова       | Відсоток |
| ---------- | -------- |
| українська | 99,15 %  |
| російська  | 0,85 %   |

## Релігія
У селі Охматків розташована Різдво-Богородична церква. Цей храм побудований силами жителів села, а також за підтримки спонсорів. Будівництво почалось 1990 року, а закінчилось 1992 року. Цей 4-й храм побудовано на одному і тому ж місці, що і попередні церкви. Дві церкви люди в наші часи не пам’ятають, а от передостанню знають і пам’ятають. Попередня церква була побудована 1907 року, тобто ще за царя Миколи II. Сам храм був з дерева. Це була дуже гарна споруда. Сюди приходили і в скорботі, і в радості по благословення Боже. В 1966 р. комуністичними урядовцями було наказано винести з храму всі речі і ікони, які знаходились у церкві. Багато ікон спалили під лісом, а сам іконостас порубали і теж спалили. В 1990-1991 роках було відбудовано дану церкву. Теперішній храм поступається попередньому по розмірах, не такі витвори мистецтва, як у зруйнованому. А освятили храм 3 жовтня 1991 року. Храм названий, як і попередній, у честь народження Святої Богородиці.

## Відомі люди
- Казван Дмитро — начальник штабу військової округи УПА ВО «Богун».